# Округ Олбани (Вајоминг)
Округ Олбани (енгл. Albany County) је округ у америчкој савезној држави Вајоминг.

## Демографија
По попису из 2010. године број становника је 36.299, што је 4.285 (13,4%) становника више него 2000. године.
| Група             | 2000.          | 2010.          |
| Белци             | 28.003 (87,5%) | 30.796 (84,8%) |
| Афроамериканци    | 354 (1,1%)     | 422 (1,2%)     |
| Азијати           | 545 (1,7%)     | 1.021 (2,8%)   |
| Хиспаноамериканци | 2.397 (7,5%)   | 3.202 (8,8%)   |
| Укупно            | 32.014         | 36.299         |